# Burzum
Burzum es el proyecto musical en solitario formado en 1991 por el cantante, músico y compositor Varg Vikernes. Está considerado como uno de los proyectos impulsores del black metal noruego a comienzos de la década de 1990. Ha publicado 14 discos de estudio hasta 2024. Más hasta ahora con su nuevo sencillo 'The Reincarnation of Ódinn'
El nombre Burzum significa "oscuridad" en lengua negra, el idioma de Mordor, inventado por J. R. R. Tolkien. Según Vikernes, «el mundo necesita oscuridad, porque el exceso de luz no nos ilumina ni nos abriga sino que nos ciega y nos abrasa», y esta es la idea que subyace en el nombre. La frase más conocida donde aparece la palabra burzum es la inscripción del Anillo Único de la novela El Señor de los Anillos: «Ash Nazg durbatulûk, ash Nazg gimbatul, ash Nazg thrakatulûk agh burzum-ishi krimpatul».
Burzum solo cuenta con un único integrante, Varg Vikernes (quien integró grupos como Uruk-Hai y Old Funeral); aunque ha contado con la colaboración de otros músicos como Euronymous y Samoth. Las primeras grabaciones de Burzum salieron a la venta en 1991.
El 10 de agosto de 1993, Vikernes asesinó a Øystein Aarseth (Euronymous) a puñaladas en su vivienda, por lo que fue condenado a una pena de 21 años de prisión, la pena máxima en toda la historia de Noruega, al descubrirse también su participación en la quema de tres iglesias. Snorre Ruch fue condenado por complicidad en este crimen. Euronymous era dueño de la discográfica Deathlike Silence, que sacó a la venta los primeros discos de Burzum, y miembro fundador de la popular banda de black metal Mayhem, en la que Vikernes colaboró como bajista. Los motivos por los que le mató son aún desconocidos, aunque si hubo diferentes versiones al respecto. El 24 de mayo de 2009, Varg Vikernes salió bajo libertad provisional de prisión.

## Historia

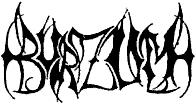
Este logo de Burzum apareció en el Demo II, era el logotipo de la banda pero nunca se usó para un álbum.

Varg Vikernes nació, como Kristian Vikernes, el 11 de febrero de 1973 en Bergen, la segunda ciudad más importante de Noruega. Fue en 1993 cuando legalmente cambió el nombre Kristian a Varg, que significa «lobo» en sueco. Varg explicó que cambió su nombre debido a su significado ("cristiano") y a su repudio hacia el cristianismo.

### Formación del proyecto
Vikernes formó una banda llamada Kalashnikov, activa entre 1988 y 1989, pero esta vez fue con otros dos miembros. Una de las canciones compuestas por la banda fue llamada Uruk-Hai, que es el nombre de las tropas de élite de los orcos en la obra El Señor de los Anillos, debido a la gran fascinación de Vikernes por las obras tolkenianas. En 1989 ingresa en la banda Old Funeral, donde toca durante dos años la guitarra y el bajo, abandonando por completo el proyecto de Uruk-Hai. El baterista y el bajista de Uruk-Hai eran amigos de Varg que conoció por accidente.

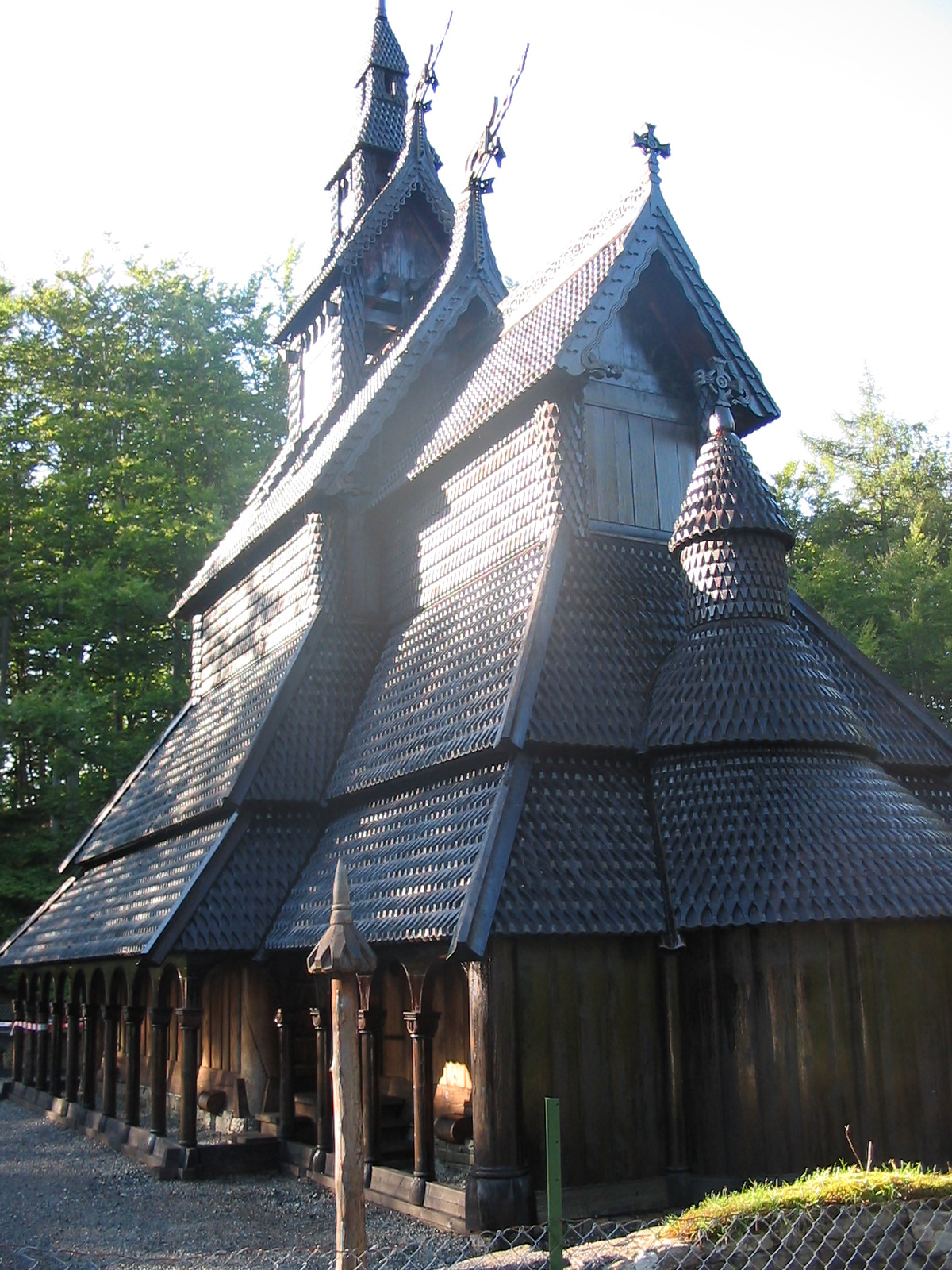
La iglesia de Fantoft fue incendiada por Varg Vikernes el 6 de junio de 1992 y fue reconstruida en 1997. Una imagen de la iglesia quemada fue utilizada para la portada de Aske.

En 1991 Vikernes revive en solitario su proyecto, cambiándole el nombre a Burzum («oscuridad» en lengua negra). Vikernes se hace cargo de todos los instrumentos, voces y letras; termina la mayoría de sus trabajos en un tiempo aproximado de un año, aunque la mayoría fueron lanzados posteriormente. Ese año lanza su primera demo, con tres temas, la portada muestra la Iglesia de madera de Fortun que fue incendiada y el sospechoso fue Varg Vikernes. La demo obtiene cierto éxito en la escena underground, siendo uno de los primeros trabajos del movimiento del black metal noruego. Más tarde en el mismo año, saca una segunda demo con doce temas, incluyendo todos los de la anterior. En esa demo, la portada muestra un logotipo de burzum, que nunca más se incluyó en otro álbum. Más tarde en 1992, Vikernes saca una promo que contiene tan solo 2 canciones.

El logo de Burzum usado en 1991 y 1994.

### Los principios de Burzum en el black metal
En 1992 es publicado el álbum debut, Burzum, bajo Deathlike Silence Productions, discográfica propiedad del líder y guitarrista de Mayhem, Euronymous, que era un buen amigo de Varg en aquel momento (el cual toca el solo de la canción «War» y el gong en «Dungeons of Darkness», del mismo disco). Un disco icónico del black metal noruego, con críticas positivas por parte del underground. La versión original en vinilo es muy difícil de conseguir.

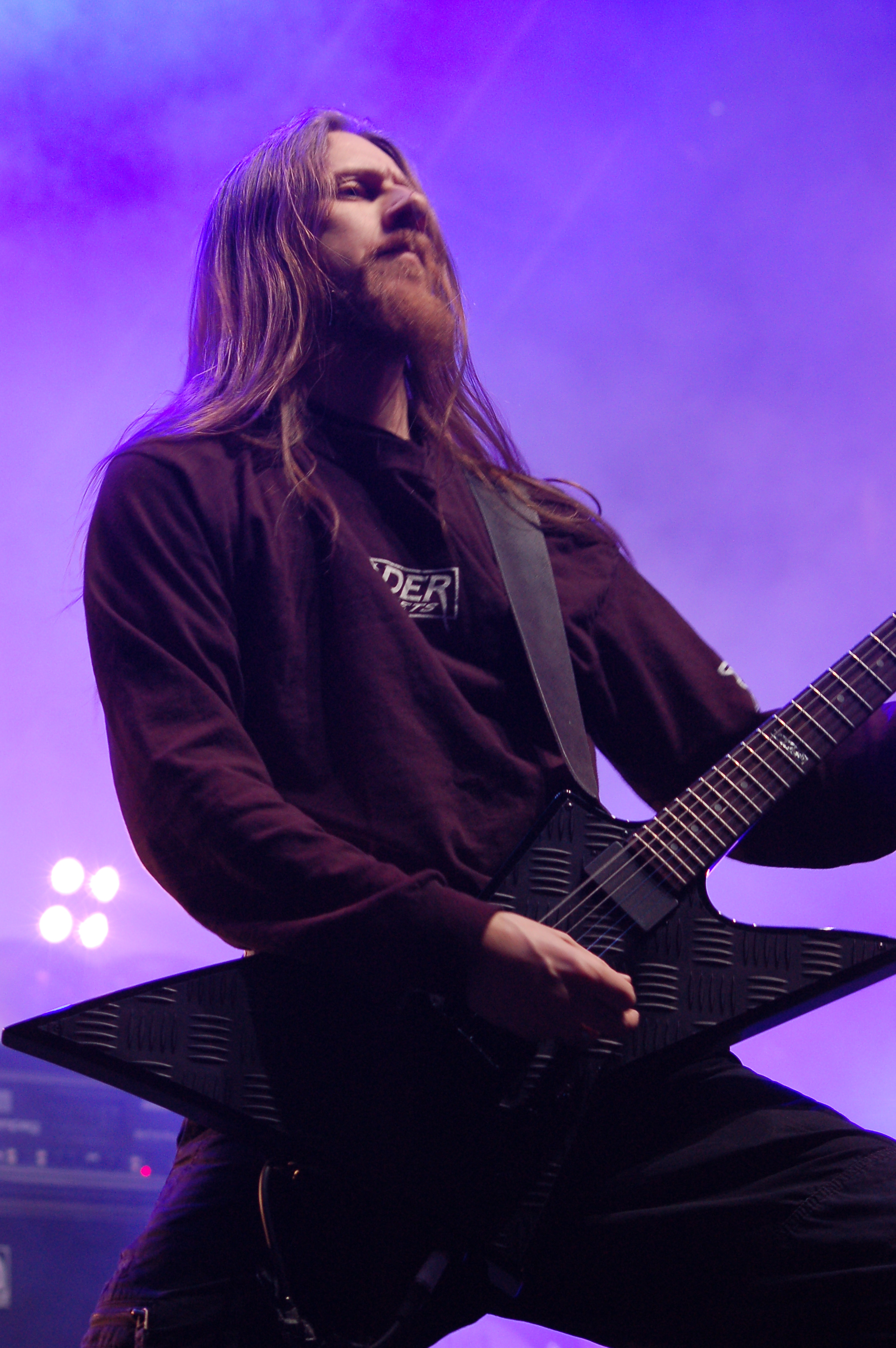
Samoth fue el bajista de Aske.

El siguiente año sale el EP Aske (‘cenizas’ en noruego) bajo la mencionada discográfica DSP, que tiene de portada las ruinas de Fantoftkirke, una iglesia que fue incendiada por Varg en 1992; el EP cuenta con la participación de Samoth (Emperor, Zyklon) en el bajo. Este lanzamiento fue limitado a solo 1000 copias. También en 1993 sale el segundo álbum, Det Som Engang Var, el cual originalmente iba a ser lanzado por DSP, pero fue publicado primero por Cymophane la discográfica independiente de Varg Vikernes y un año después en digipack por Misanthropy Records, que sacaría todo el material de Burzum en adelante. Un disco que sigue la corriente del debut, con melodías que hacen viajar y al mismo tiempo llenas de agresividad y algunas canciones instrumentales. Hay una canción en Det Som Engang Var llamada «En Ring Til Å Herske» que se podría pensar que se refiere al anillo único del señor de los anillos ya que su traducción en español es Un Anillo Para Gobernarlos pero más tarde Varg Vikernes explicó que se refiere a Rheingold de la mitología nórdica en lugar de las obras de Tolkien, este álbum se grabó antes que Aske pero fue publicado después.
A su vez Vikernes colaboró en el álbum debut de Mayhem, De Mysteriis Dom Sathanas, interpretando el bajo. Un tiempo después Vikernes es encontrado culpable por el asesinato de Euronymous. Durante el juicio se alegó su participación en la quema de iglesias junto con Øystein Aarseth, Bård Faust y Thomas Samoth, en Fantoft en 1992, así como la de Holmenkollen también en 1992 aunque no se presentaron pruebas concluyentes sobre estos hechos.
Pero lejos de terminar la historia de Burzum, en 1994 sale lo que es considerado por muchos como su mejor álbum: Hvis Lyset Tar Oss. Ese disco contiene tan solo 4 canciones pero de larga duración. La última canción, llamada «Tomhet», es instrumental y se planeaba lanzar el disco con otra canción llamada «Et Hvitt Lys Over Skogen» en lugar de «Tomhet». También se lanzó una versión en vinilo limitada a 2.000 copias, es el último disco de Burzum con una portada en blanco y negro.

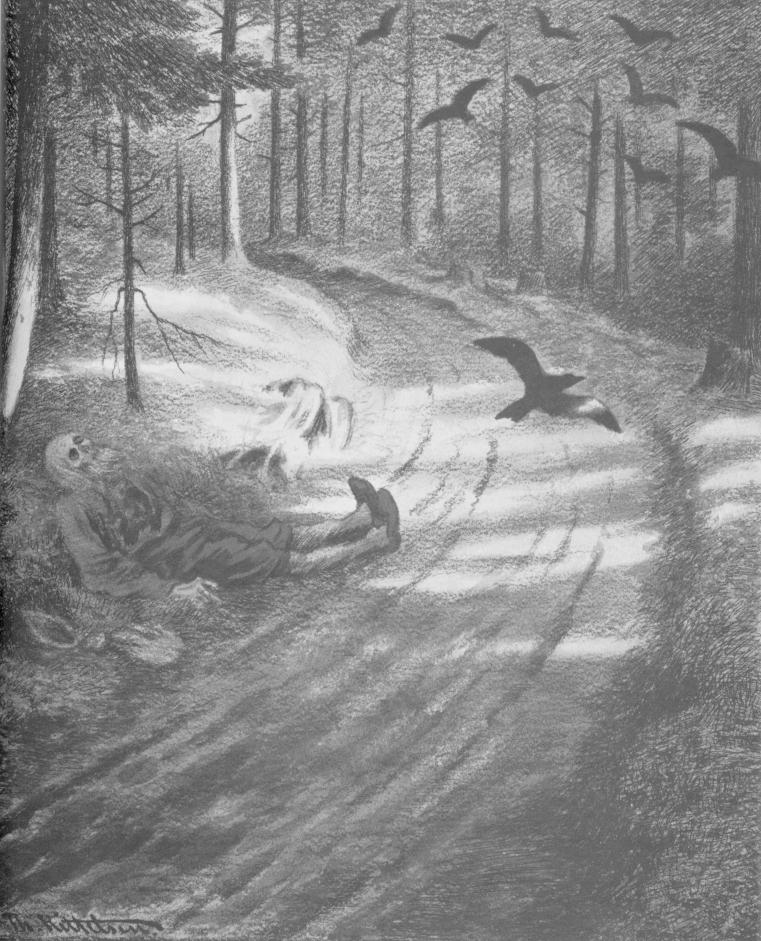
Obra del artista Theodor Kittelsen en la que se basa la portada de Hvis Lyset Tar Oss.

En 1995 son reeditados los dos primeros trabajos de Burzum por Misanthropy Records: Burzum/Aske ya que la edición vinilo es muy difícil de conseguir, la diferencia es que solo aparece la versión de Aske de la canción «A Lost and Forgotten Sad Spirit».
Para 1996 es lanzado el último CD de black metal antes de su ingreso en prisión: Filosofem, el cual contiene tanto canciones instrumentales como cantadas, un magnífico álbum aunque con una mezcla que no dejó satisfechos a muchos seguidores. Es lanzado también en VHS el videoclip de Dunkelheit, el único vídeo de Burzum, en el que se muestran paisajes y ruinas nórdicas. El álbum fue grabado con una calidad pésima a propósito. La portada es una obra de Theodor Kittelsen llamada Op Under Fjeldet Toner en Lur y es el último álbum con la portada de ese artista. Fue lanzado en una versión noruega y una versión en alemán, por lo que el folleto y el nombre de las canciones cambian entre ambas versiones. Contiene la primera canción que Varg Vikernes escribió bajo el nombre de Burzum, llamada Dunkelheit, que normalmente debería haber sido publicada en Hvis Lyset Tar Oss, pero Vikernes, no conforme con su resultado, decidió lanzarla para este álbum.

### Burzum en el "dark ambient"
Pronto saldría en 1997 un nuevo disco mostrando a un Burzum diferente: Dauði Baldrs. Este trabajo es totalmente instrumental y fue grabado en MiDi, ya que era el único instrumento que Varg Vikernes tenía en la cárcel. Un disco en el que se aleja del black metal con piezas melancólicas hechas solo con sintetizador, con un significado de mucha mayor trascendencia. El álbum está grabado en tono oscuro y las canciones son muy repetitivas y largas. El álbum narraría el legado del dios Baldrs, segundo hijo de Odín, y el título quiere decir Muerte de Baldrs. El álbum fue llamado originalmente Baldrs Død.
El sexto trabajo de Burzum fue lanzado en 1999 bajo el nombre de Hliðskjálf, del mismo estilo que el anterior aunque con un sonido mejor logrado y con mayor melodía (no está grabado en tono oscuro). El título quiere decir el Trono de Odín o Lugar secreto y relata la muerte de Wotan. La portada fue diseñada por Tanya Stene, al igual que la de Dauði Baldrs. En este álbum, las canciones no son tan largas como en el anterior, pero siguen siendo repetitivas.
En 2002 sale a la venta Anthology, una recopilación de los temas más famosos de Burzum que incluye 2 canciones inéditas.
En 2008 sale a venta otro álbum de recopilación también llamado Anthology que incluye el vídeo de Dunkelheit y otros temas famosos de Burzum.

El logotipo de Burzum usado en el álbum de 2010 Belus.

### Fuga y salida de Varg Vikernes de la cárcel
Su petición de libertad condicional le fue denegada por última vez en abril de 2008. Le fueron añadidos 13 meses más por un intento de fuga, robo de un automóvil y por portar un rifle. Sin embargo, salió definitivamente de prisión, aunque en libertad provisional, el 24 de mayo de 2009.

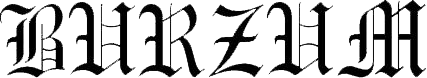
El logo de Burzum usado en 1994 y 2009.

Durante su estancia en prisión, Vikernes compuso nueve canciones de Belus, el primer álbum de Burzum tras 11 años sin publicar, lo que despertó el interés de varias discográficas, según el propio Vikernes. Antes de su salida de prisión declaró: «Quiero aprovechar mi tiempo, y hacerlo de la forma que yo quiero. Será de metal, y los fanes pueden esperar al verdadero Burzum». Belus, que en una primera idea iba a ser titulado Den Hvite Guden («El dios blanco»), fue finalmente publicado el 8 de marzo de 2010, casi un año tras la salida de prisión de Vikernes. Muestra un estilo nuevo que se aleja del black metal puro de los comienzos de Burzum. Contiene alguna voz limpia y una voz aguda que, aunque con un estilo diferente, se asemeja a la voz de Filosofem, aunque con una mejor calidad de sonido de grabación. El álbum narra la muerte de Belus.
El 7 de marzo de 2011 se publicó el nuevo álbum de Burzum, Fallen. La carátula es parte de una pintura de William Adolphe Bouguereau titulada Élégie. El álbum cuenta con siete temas de los cuales dos son instrumentales. El estilo es parecido al de Belus pero con un ritmo más rápido y más voces limpias. Obtuvo la posición número 10 en Finlandia, la número 27 en Noruega y la número 31 en el Reino Unido.
El tercer álbum de estudio nuevo de material original, titulado Umskiptar, fue lanzado en mayo de 2012. Sôl austan, Mâni vestan ("Al este del sol, al oeste de la luna"), el primer álbum electrónico de Burzum desde 1999, fue lanzado en mayo de 2013. El 27 de abril de 2013, se publicó una canción en el canal oficial de YouTube de Vikernes, titulada "Back to the Shadows". En una publicación de blog, Vikernes declaró que "Back to the Shadows" sería la última pista de metal lanzada por Burzum. Otro álbum, The Ways of Yore, fue lanzado en junio de 2014.
Después de un período de inactividad, Vikernes publicó un video en su cuenta de YouTube en junio de 2018 anunciando que "[él] había seguido adelante [de Burzum]", diciendo "adiós" al proyecto.
En julio de 2018, un usuario de YouTube llamado Hermann publicó materiales inéditos de Uruk-Hai de 1988 a 1990 y grabaciones de la prisión de Bergen de Burzum de 1994, que recibió de Tiziana Stupia.
En octubre de 2019, Vikernes publicó un tuit diciendo que tenía la intención de lanzar otro álbum como Burzum. Anunció que el nombre tentativo del álbum sería Thulêan Mysteries, que tendría 23 canciones. [se necesita una mejor fuente] Las pistas del álbum se usaron anteriormente como música de fondo en el canal de YouTube de Vikernes, que fue eliminado el mismo año. Vikernes también dijo que la música de Thulêan Mysteries está destinada a usarse como banda sonora de fondo para su juego de rol MYFAROG.  El 18 de diciembre, Vikernes tuiteó la portada del álbum de Thulêan Mysteries y anunció su fecha de lanzamiento para el 13 de marzo de 2020. Vikernes ha declarado que sería el último álbum de Burzum en ese momento. 
El 8 de septiembre de 2023, Vikernes lanzó una nueva canción titulada "The Reincarnation of Ódinn". En abril de 2024, Vikernes anunció el regreso del proyecto en su cuenta X, con un nuevo álbum titulado "The Land of Thulê". Es el primer álbum de metal desde Umskiptar. Desde finales de abril hasta mayo de 2024, Vikernes lanzó numerosos sencillos del próximo álbum bajo el nombre de "Burzum (NEW)".  Vikernes afirmó en su cuenta X que solo lanzará la música como "Burzum (NEW)" porque no controla las cuentas de Burzum en los principales servicios de transmisión, y que el álbum se lanzará como "Burzum" cuando esté completo. Sin embargo, la carátula del álbum que Vikernes usó para los sencillos lanzados incluye el nombre del proyecto como "Burzum (NEW)". El 4 de noviembre de 2024, Vikernes anunció el final del proyecto en su cuenta X diciendo "Dejé de hacer música (de nuevo), porque aprecio mucho más trabajar con mis libros, y especialmente con Recon Quest. Y no tengo tiempo para todo eso".

## Símbolo

La runa algiz, utilizada por Burzum.

Aunque Vikernes afirma en su web oficial que Burzum no cuenta con ningún logo, al igual que otras bandas, Burzum tiene como símbolo característico la runa nórdica algiz, la transliteración equivale a la letra z del alfabeto latino.
Vikernes afirma que nunca quiso un logotipo para Burzum, y que solo utilizó una fuente gótica que le gustó. Esto significa que Burzum no tiene un logo oficial.

## Discografía
- 1992: Burzum
- 1993: Det Som Engang Var
- 1994: Hvis Lyset Tar Oss'
- 1996: Filosofem
- 1997: Dauði Baldrs
- 1999: Hliðskjálf
- 2010: Belus
- 2011: Fallen
- 2011: From the Depths of Darkness
- 2012: Umskiptar
- 2013: Sôl austan, Mâni vestan
- 2014: The Ways of Yore
- 2020: Thulêan Mysteries
- 2024: The Land of Thulê

## Miembros
El único miembro de la banda es Varg Vikernes (Count Grishnackh), que pone tanto la voz como toca la guitarra, el bajo, la batería, el sintetizador y los teclados, además de mezclar todos los sonidos y componer toda la música, aunque algunos álbumes tienen colaboraciones de otros músicos.

### Colaboraciones
- Erik Lancelot (AiwarikiaR): batería entre 1988 y 1989. Nunca estuvo registrado como miembro ya que en ese periodo de tiempo Burzum no existía, pero colaboró un cierto tiempo con la banda Mayhem, en una tentativa de Vikernes de realizar conciertos. Después del lanzamiento del EP Aske, Vikernes desistió de la idea.

- Øystein Aarseth (Euronymous): tocó la guitarra solista en «War» y el gong en «Dungeons of Darkness», ambas canciones incluidas en el álbum Burzum.

- Tomas Thormodsæter Haugen (Samoth): tocó el bajo como miembro de sesión en Aske.